# Tramlijn 4 (Brussel)
De Brusselse premetro- en tramlijn 4 uitgebaat door de MIVB verbindt het Noordstation (Schaarbeek) met de halte Stalle Parking (Ukkel), via de noord-zuidverbinding. De kenkleur van deze lijn is roze.

## Traject
Noordstation - Rogier - De Brouckère - Beurs - Grote Markt - Anneessens-Fontainas - Lemonnier - Zuidstation - Hallepoort - Sint-Gillisvoorplein - Horta - Albert - Berkendaal - Vanderkindere - Messidor - Boetendael - Helden - Globe - Wagen - Egide Van Ophem - Kruispunt Stalle - Stalle (P).

## Bijzonderheden
Lijn 4 was tot en met 30 augustus 2009 een van de langste tramlijnen van het netwerk, die helemaal van het noorden (halte Esplanade) naar het zuiden van het gewest liep. Tram 4 moet, dankzij de reisweg bijna helemaal in een eigen baan, moderne trams en een hoge frequentie, ook een van de sterkste lijnen van het netwerk worden. Daarom zijn de noordelijke eindpunten van de lijnen 3 en 4 vanaf 31 augustus verwisseld. Deze optimalisering resulteert, door de ingekorte reisweg, in een betere regelmaat en betrouwbaarheid van tram 4.
Sinds 2008 is het, naast tramlijn 3, de enige overgebleven lijn in de noord-zuidverbinding. In het noorden verving tramlijn 4 de oude lijn 52 en in het zuiden grotendeels lijn 91.

## Materieel
Deze tramlijn wordt met moderne lagevloertrams (type T3000 en T4000) gereden.
Noordstation · 
Rogier · 
De Brouckère · 
Beurs - Grote Markt · 
Anneessens-Fontainas · 
Lemonnier · 
Zuidstation · 
Hallepoort · 
Sint-Gillisvoorplein · 
Horta · 
Albert · 
Berkendaal · 
Vanderkindere · 
Messidor · 
Boetendael · 
Helden · 
Globe · 
Wagen · 
Egide Van Ophem · 
Kruispunt Stalle · 
Stalle (P)
Stations: Noordstation · Rogier · De Brouckère · Beurs - Grote Markt · Anneessens-Fontainas · Lemonnier · Zuidstation · Hallepoort · Sint-Gillisvoorplein · Horta · Albert

Projecten: Toots Thielemans 

Lijnen:         